# 富山医科薬科大学
富山医科薬科大学（とやまいかやっかだいがく、英語: Toyama Medical and Pharmaceutical University）は、富山県富山市杉谷2630に本部を置いていた国立大学である。1975年に設置され、2005年に廃止された。大学の略称は富山医薬大。
2005年に国立大学法人富山大学として統合された。和漢薬の先進的研究を行なっていたことで知られ、建学の理念は「東西医学の融合」および「医学薬学の有機的連係」。

## 沿革
- 1894年 私立共立薬学校として生まれる。同年に日本薬剤師会も発足。富山市の補助金と富山県内の複数の製薬会社による寄付により設立される。
- 1910年 富山県立薬学専門学校となる。当時の所在は富山市総曲輪。同年に薬草園を完備させる。
- 1920年 官立に移管し 官立富山薬学専門学校となる。当時の所在は富山市奥田。
- 1949年 国立学校設置法により富山大学に統合包括されて、同大学の薬学部となる。
- 1975年10月1日 富山医科薬科大学開学。事務所を富山県立総合衛生学院教育棟に設置[1]。医学部を設置。
- 1976年4月1日 富山大学から薬学部が移管され、第1期生が入学。富山県立富山中部高等学校の旧校舎を仮校舎として授業を開始[2]。
- 1977年4月1日 新校舎完成に伴い移転作業開始[3]。同日、薬学部付属薬用植物園を設置[4]。
- 1993年4月 北陸初の看護系4年制学科である看護学科を設置[5]。
- 1996年5月17日 - 鉄筋7階建ての看護学科校舎が完成[5]。
- 2005年 富山大学、高岡短期大学と統合し、新・富山大学となる。

## 大学の施設

### キャンパス
- 杉谷キャンパス（全学部）

### 学部・学科
- 医学部
  - 医学科
  - 看護学科
- 薬学部
  - 薬科学科

### 大学院
- 医学系研究科修士課程医科学専攻
- 医学系研究科修士課程看護学専攻
- 医学系研究科博士課程医科学専攻
- 医学系研究科博士課程認知・情動脳科学専攻
- 薬学研究科博士（修士）課程臨床薬学専攻
- 薬学研究科博士（修士）課程薬科学専攻

### 研究所
- 和漢薬研究所
- 生命科学実験センター
- 先進医薬共同開発推進センター

### 付属施設
- 富山医科薬科大学附属病院
- 富山医科薬科大学附属図書館
- 富山医科薬科大学薬学部附属薬用植物園